# Festival de la cançó de Sanremo
El Festival de la cançó italiana de Sanremo  (en italià: Festival della Canzone Italiana, o Festival di Sanremo) es començà a celebrar l'any 1951.
Se celebra anualment al Teatre Ariston de Sanremo, originalment la seu del Festival era el Casino de Sanremo. Dura la nit de cinc dies, de dimarts a dissabte de principis de febrer. Es tracta d'una competició en què els intèrprets de cançons originals, compostes per autors italians, són votades per un jurat d'experts, un de demoscòpic i pel públic. També hi ha premis atorgats per la premsa especialitzada.
El realment original del festival i que es manté avui en dia és que la música és en rigorós directe, interpretada per l'orquestra de la ciutat.
El/La guanyador/a del festival pot decidir si participa o no com a representant d'Itàlia al festival d'Eurovision.
Al mateix temps hi acudeixen cada any com a convidats grans figures de la música mundial.
És el festival de cançons més famós d'Itàlia, i s'ha convertit en un dels principals esdeveniments mediàtics de la televisió italiana. Es transmet en directe per la cadena pública Rai Uno i s'organitzen programes especials i debats en totes les seves edicions.
Cada any la tria del/s presentador/s i director del Festival és una notícia molt comentada i debatuda a Itàlia. En els últims anys s'ha repetit la fórmula de presentar-lo dos anys seguits, així al 2014 i 2015 van ser el periodista Fabio Fazio i l'actriu còmica Luciana Littizzetto, molt coneguts pel programa d'entrevistes i debat Che tempo che fa, al 2016 i 2017 el presentador d'innumerables programes produïts per la Rai Carlo Conti, juntament amb la famosa presentadora de Mediaset Italia Maria de Filippi al 2017, i al 2018 i 2019 el gran cantant Claudio Baglioni, amb èxit de crítica degut a l'important component musical. L'edició del 2020 (del 4 al 8 de febrer) serà la 70ena i ve presentada per Amadeus (Amedeo Umberto Rita Sebastiani), un presentador de televisió que a l'edició de 2019 va actuar com a copresentador i va rebre bones crítiques, que també farà funcions de director artístic del festival. Col·labora en la presentació el seu amic Rosario Fiorello, músic i còmic. Durant les cinc nits que dura el festival hi participaran diversos copresentadors i hi actuaran com a convidats múltiples artistes, com Emma Marrone, Tiziano Ferro o Zucchero. Es presentaran al concurs 24 noves cançons, cantades per artistes molt consolidats, com Rita Pavone, menys consolidats com Francesco Gabbani, o per nous cantants, que provenen de talent shows italians com Elodie o de realities com Elettra Lamborghini.
A l'edició de 2020 el dia dedicat a les covers, participà fent un duet amb Tosca, cantant italiana, la cantant catalana Sílvia Pérez Cruz i quedaren en el primer lloc de les votacions per la seva versió de Piazza Grande, de Lucio Dalla.
A l'edició de 2021 els presentadors van tornar a ser Amadeus (Amedeo Umberto Rita Sebastiani) amb Rosario Fiorello i degut a la COVID se celebrà sense públic, substituït per globus o plantes, depenent del dia, i donant molt espai a l'orquestra.
A les edicions de 2022 i 2023 el presentador (i director del festival) torna a ser Amadeus (Amedeo Umberto Rita Sebastiani), acompanyat de Gianni Morandi i cada dia dels cinc del festival per una copresentadora, de diferentes edats, ètnies i professions, com Ornella Mutti a 2022 o Chiara Ferragni al 2023.
Al 1967 va tenir el dubtós honor de protagonitzar la crònica negra quan el cantant Luigi Tenco va ser trobat mort a la seva habitació, durant la XVII edició del Festival. Si bé es parla generalment de suïcidi, resten encara molts de dubtes sobre la vertadera causa de la mort.
Aquest prestigiós festival de la cançó ha comptat amb cantants que més tard es van fer coneguts a tot el món, com ara: Domenico Modugno, Claudio Villa, Iva Zanicchi, Bobby Solo, Nilla Pizzi, Gigliola Cinquetti, Johnny Dorelli, Nicola Di Bari, Andrea Bocelli, Laura Pausini, Eros Ramazzotti, Adriano Celentano, Mina, Mia Martini, Patty Pravo, Pooh (banda), Riccardo Fogli, Toto Cutugno, Umberto Tozzi, Zucchero, Lucio Dalla, Lucio Battisti, Ricchi e Poveri, Matia Bazar, Gianni Morandi, Riccardo Cocciante, Anna Oxa, Fausto Leali, Massimo Ranieri, Enrico Ruggeri, Marco Masini, Paolo Vallesi, Raf, Nek i Vasco Rossi entre els italians, i José Feliciano, Ray Charles, Stevie Wonder, Louis Armstrong, Elton John, Madonna, Mirla Castellanos, Luis Miguel, Sandro, Roberto Carlos (cantant), i Sergio Dalma, entre els estrangers.
A la seixanta tercera edició, corresponent al 2013, va succeir per primera vegada en la història del festival que un cantant no va participar en la gala de la nit del divendres en retirar-se per a la celebració del sàbat. Va ser el cantant de la banda Gennaro Della Volpe, que el 2009 s'havia convertit al judaisme.

## Presentadors/es del Festival
- 1951: Nunzio Filogamo
- 1952: Nunzio Filogamo
- 1953: Nunzio Filogamo
- 1954: Nunzio Filogamo
- 1955: Armando Pizzo amb Maria Teresa Ruta
- 1956: Fausto Tommei amb Maria Teresa Ruta
- 1957: Nunzio Filogamo amb Marisa Allasio, Fiorella Mari i Nicoletta Orsomando
- 1958: Gianni Agus amb Fulvia Colombo
- 1959: Enzo Tortora amb Adriana Serra
- 1960: Enza Sampò i Paolo Ferrari
- 1961: Lilly Lembo amb Giuliana Calandra
- 1962: Renato Tagliani amb Laura Efrikian y Vicky Ludovisi
- 1963: Mike Bongiorno amb Edy Campagnoli, Rossana Armani, Giuliana Copreni i Maria Giovannini
- 1964: Mike Bongiorno amb Giuliana Lojodice
- 1965: Mike Bongiorno amb Grazia Maria Spina
- 1966: Mike Bongiorno amb Paola Penni i Carla M. Puccini
- 1967: Mike Bongiorno amb Renata Mauro
- 1968: Pippo Baudo amb Luisa Rivelli
- 1969: Nuccio Costa amb Gabriella Farinon
- 1970: Nuccio Costa amb Enrico Maria Salerno i Ira von Fürstenberg
- 1971: Carlo Giuffré i Elsa Martinelli
- 1972: Mike Bongiorno amb Sylva Koscina i Paolo Villaggio
- 1973: Mike Bongiorno amb Gabriella Farinon
- 1974: Corrado Mantoni amb Gabriella Farinon
- 1975: Mike Bongiorno amb Sabina Ciuffini
- 1976: Giancarlo Guardabassi amb Serena Albano, Maddalena Galliani, Stella Luna, Lorena Rosetta Nardulli, Tiziana Pini i Karla Strano Pavese
- 1977: Mike Bongiorno amb Maria Giovanna Elmi
- 1978: Maria Giovanna Elmi amb Stefania Casini, Beppe Grillo i Vittorio Salvetti
- 1979: Mike Bongiorno amb Anna Maria Rizzoli
- 1980: Claudio Cecchetto amb Roberto Benigni i Olimpia Carlisi
- 1981: Claudio Cecchetto amb Eleonora Vallone i Nilla Pizzi
- 1982: Claudio Cecchetto amb Patrizia Rossetti
- 1983: Andrea Giordana amb Emanuela Falcetti, Anna Pettinelli i Isabel Russinova
- 1984: Pippo Baudo amb Elisabetta Gardini, Edy Angelillo, Iris Peynado, Tiziana Pini, Isabella Rocchietta i Viola Simoncioni
- 1985: Pippo Baudo amb Patty Brard
- 1986: Loretta Goggi amb Anna Pettinelli, Sergio Mancinelli i Mauro Micheloni
- 1987: Pippo Baudo amb Carlo Massarini
- 1988: Miguel Bosé i Gabriella Carlucci amb Carlo Massarini
- 1989: Rosita Celentano, Paola Dominguín, Danny Quinn, Gianmarco Tognazzi amb Kay Sandvick i Clare Ann Matz
- 1990: Johnny Dorelli i Gabriella Carlucci
- 1991: Andrea Occhipinti i Edwige Fenech
- 1992: Pippo Baudo amb Milly Carlucci, Alba Parietti i Brigitte Nielsen
- 1993: Pippo Baudo amb Lorella Cuccarini
- 1994: Pippo Baudo amb Anna Oxa i Cannelle
- 1995: Pippo Baudo amb Anna Falchi i Claudia Koll
- 1996: Pippo Baudo amb Valeria Mazza i Sabrina Ferilli
- 1997: Mike Bongiorno amb Piero Chiambretti i Valeria Marini
- 1998: Raimondo Vianello amb Eva Herzigová i Veronica Pivetti
- 1999: Fabio Fazio amb Renato Dulbecco i Laetitia Casta
- 2000: Fabio Fazio amb Inés Sastre, Luciano Pavarotti i Teo Teocoli
- 2001: Raffaella Carrà amb Megan Gale, Enrico Papi, Massimo Ceccherini i Piero Chiambretti
- 2002: Pippo Baudo amb Manuela Arcuri i Vittoria Belvedere
- 2003: Pippo Baudo amb Serena Autieri i Claudia Gerini
- 2004: Simona Ventura amb Paola Cortellesi, Maurizio Crozza i Gene Gnocchi
- 2005: Paolo Bonolis amb Antonella Clerici i Federica Felini
- 2006: Giorgio Panariello amb Victoria Cabello i Ilary Blasi
- 2007: Pippo Baudo i Michelle Hunziker
- 2008: Pippo Baudo i Piero Chiambretti amb Bianca Guaccero i Andrea Osvárt
- 2009: Paolo Bonolis i Luca Laurenti amb Paul Sculfor, Alessia Piovan, Nir Lavi, Eleonora Abbagnato, Thyago Alves, Gabriella Pession, Ivan Olita, David Gandy i Maria De Filippi
- 2010: Antonella Clerici
- 2011: Gianni Morandi amb Elisabetta Canalis, Belén Rodríguez, Luca Bizzarri i Paolo Kessisoglu (Luca e Paolo)
- 2012: Gianni Morandi amb Ivana Mrázová i Rocco Papaleo
- 2013: Fabio Fazio i Luciana Littizzetto
- 2014: Fabio Fazio i Luciana Littizzetto
- 2015: Carlo Conti amb Arisa, Emma Marrone i Rocío Muñoz Morales
- 2016: Carlo Conti amb Gabriel Garko, Virginia Raffaele i Madalina Diana Ghenea
- 2017: Carlo Conti, Maria De Filippi
- 2018: Claudio Baglioni, Michelle Hunziker i Pierfrancesco Favino
- 2019: Claudio Baglioni, Claudio Bisio i Virginia Raffaele
- 2020: Amadeus i Fiorello amb Diletta Leotta, Rula Jebreal, Emma D'Aquino, Laura Chimenti, Sabrina Salerno, Georgina Rodríguez, Alketa Vejsiu, Antonella Clerici i Francesca Sofia Novello
- 2021: Amadeus i Fiorello amb Matilda De Angelis, Elodie, Vittoria Ceretti, Beatrice Venezi i Barbara Palombelli
- 2022: Amadeus amb Ornella Muti, Lorena Cesarini, Drusilla Foer, Maria Chiara Giannetta i Sabrina Ferilli
- 2023: Amadeus i Gianni Morandi amb Chiara Ferragni, Francesca Fagnani, Paola Egonu i Chiara Francini
- 2024: Amadeus amb Marco Mengoni, Giorgia, Teresa Mannino, Lorella Cuccarini i Fiorello
- 2025: Carlo Conti amb Antonella Clerici, Gerry Scotti, Bianca Balti, Cristiano Malgioglio, Nino Frassica, Miriam Leone, Elettra Lamborghini, Katia Follesa, Mahmood, Geppi Cucciari, Alessia Marcuzzi i Alessandro Cattelan
- 2026: Carlo Conti

## Guanyadors del Festival

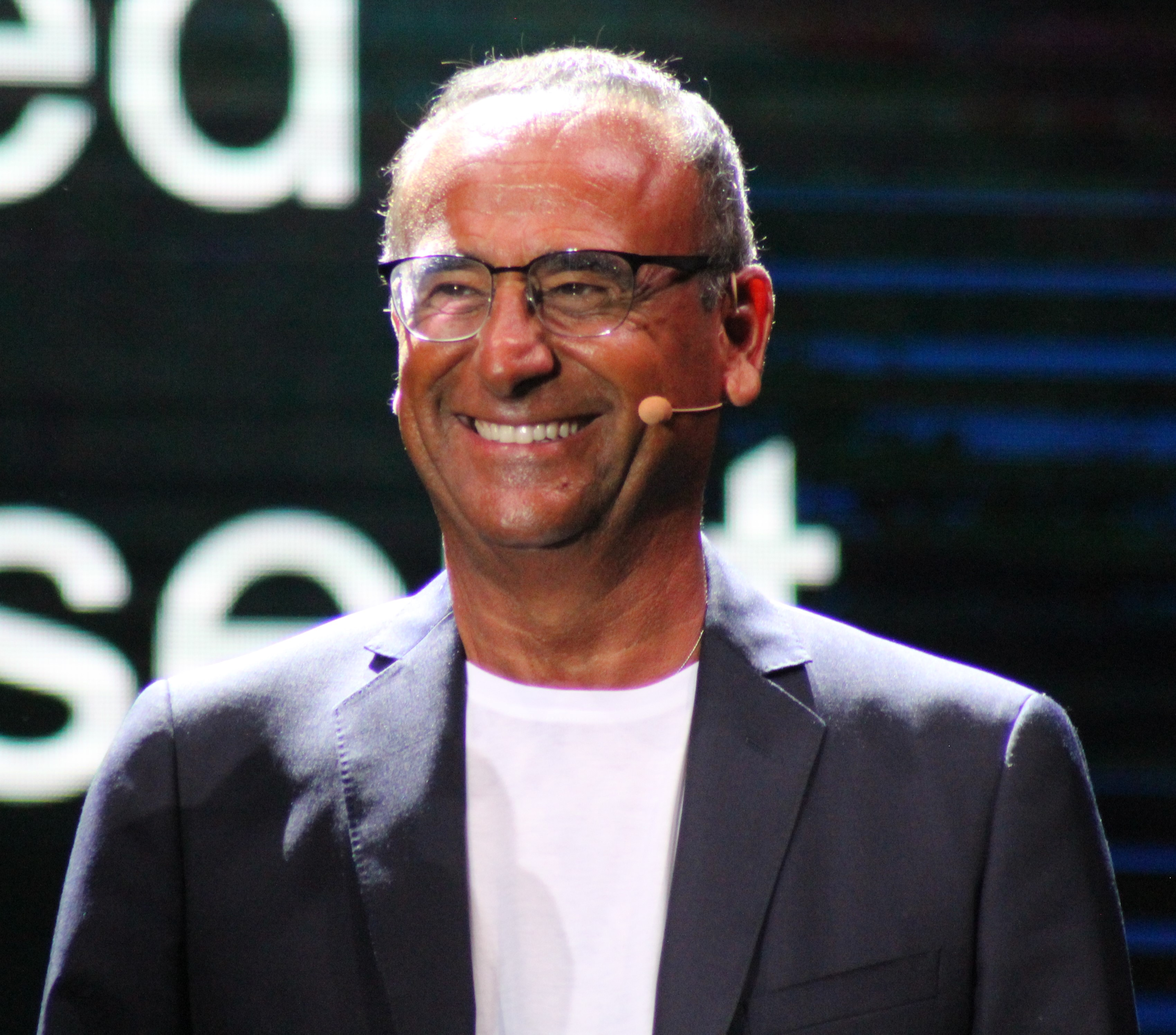
Carlo Conti presentador del Festival el 2015

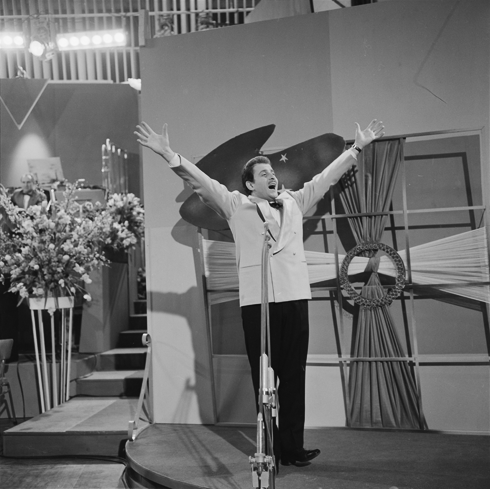
Domenico Modugno 1958

- 1951: Nilla Pizzi - Grazie dei fiori
- 1952: Nilla Pizzi - Vola colomba
- 1953: Carla Boni i Flo Sandon's - Viale d'autunno
- 1954: Giorgio Consolini i Gino Latilla - Tutte le mamme
- 1955: Claudio Villa i Tullio Pane - Buongiorno tristezza
- 1956: Franca Raimondi - Aprite le finestre
- 1957: Claudio Villa i Nunzio Gallo - Corde della mia chitarra
- 1958: Domenico Modugno i Johnny Dorelli - Nel blu dipinto di blu
- 1959: Domenico Modugno i Johnny Dorelli - Piove (Ciao ciao bambina)
- 1960: Tony Dallara i Renato Rascel - Romantica
- 1961: Betty Curtis i Luciano Tajoli - Al di là
- 1962: Domenico Modugno i Claudio Villa - Addio... addio...
- 1963: Tony Renis i Emilio Pericoli - Uno per tutte
- 1964: Gigliola Cinquetti i Patricia Carli - Non ho l'età (Per amarti)
- 1965: Bobby Solo i The New Christy Minstrels - Se piangi, se ridi
- 1966: Domenico Modugno i Gigliola Cinquetti - Dio, come ti amo
- 1967: Claudio Villa i Iva Zanicchi - Non pensare a me
- 1968: Sergio Endrigo i Roberto Carlos - Canzone per te
- 1969: Bobby Solo i Iva Zanicchi - Zingara
- 1970: Adriano Celentano i Claudia Mori - Chi non lavora non fa l'amore
- 1971: Nada i Nicola Di Bari - Il cuore è uno zingaro
- 1972: Nicola Di Bari - I giorni dell'arcobaleno
- 1973: Peppino Di Capri - Un grande amore e niente più
- 1974: Iva Zanicchi - Ciao cara, come stai?
- 1975: Gilda - Ragazza del sud
- 1976: Peppino Di Capri - Non lo faccio più
- 1977: Homo Sapiens - Bella da morire
- 1978: Matia Bazar - ...e dirsi ciao
- 1979: Mino Vergnaghi - Amare
- 1980: Toto Cutugno - Solo noi
- 1981: Alice - Per Elisa
- 1982: Riccardo Fogli - Storie di tutti i giorni
- 1983: Tiziana Rivale - Sarà quel che sarà
- 1984: Al Bano i Romina Power - Ci sarà
- 1985: Ricchi e Poveri - Se m'innamoro
- 1986: Eros Ramazzotti - Adesso tu
- 1987: Gianni Morandi, Umberto Tozzi i Enrico Ruggeri - Si può dare di più
- 1988: Massimo Ranieri - Perdere l'amore
- 1989: Anna Oxa i Fausto Leali - Ti lascerò
- 1990: Pooh i Dee Dee Bridgewater - Uomini soli
- 1991: Riccardo Cocciante i Sarah Jane Morris - Se stiamo insieme
- 1992: Luca Barbarossa - Portami a ballare
- 1993: Enrico Ruggeri - Mistero
- 1994: Aleandro Baldi - Passerà
- 1995: Giorgia - Come saprei
- 1996: Ron i Tosca - Vorrei incontrarti fra cent'anni
- 1997: Jalisse - Fiumi di parole
- 1998: Annalisa Minetti - Senza te o con te
- 1999: Anna Oxa - Senza pietà
- 2000: Avion Travel - Sentimento
- 2001: Elisa - Luce (Tramonti a nord-est)
- 2002: Matia Bazar - Messaggio d'amore
- 2003: Alexia - Per dire di no
- 2004: Marco Masini - L'uomo volante
- 2005: Francesco Renga - Angelo
- 2006: Povia - Vorrei avere il becco
- 2007: Simone Cristicchi - Ti regalerò una rosa
- 2008: Giò Di Tonno i Lola Ponce - Colpo di fulmine
- 2009: Marco Carta - La forza mia
- 2010: Valerio Scanu - Per tutte le volte che...
- 2011: Roberto Vecchioni - Chiamami ancora amore
- 2012: Emma - Non è l'inferno
- 2013: Marco Mengoni - L'essenziale
- 2014: Arisa - Controvento
- 2015: Il Volo - Grande amore
- 2016: Stadio - Un giorno mi dirai
- 2017: Francesco Gabbani - Occidentali's Karma
- 2018: Ermal Meta i Fabrizio Moro- Non mi avete fatto niente
- 2019: Mahmood - Soldi
- 2020: Diodato - Fai rumore
- 2021: Måneskin - Zitti e buoni
- 2022: Mahmood i Blanco - Brividi
- 2023: Marco Mengoni - Due Vite
- 2024: Angelina Mango - La noia

## Guanyadors del premi de la crítica "Mia Martini"
- 1982: Mia Martini - E non finisce mica il cielo
- 1983: Matia Bazar - Vacanze romane
- 1984: Patty Pravo - Per una bambola
- 1985: Matia Bazar - Souvenir
- 1986: Enrico Ruggeri - Rien ne va plus
- 1987: Fiorella Mannoia - Quello che le donne non dicono
- 1988: Fiorella Mannoia - Le notti di maggio
- 1989: Mia Martini - Almeno tu nell'universo
- 1990: Mia Martini e Manuel Mijares - La nevicata del '56
- 1991: Enzo Jannacci e Ute Lemper - La fotografía
- 1992: Nuova Compagnia di Canto Popolare - Pe' dispietto
- 1993: Cristiano De Andrè - Dietro la porta
- 1994: Giorgio Faletti - Signor tenente
- 1995: Giorgia - Come saprei
- 1996: Elio e le Storie Tese - La terra dei cachi
- 1997: Patty Pravo - E dimmi che non vuoi morire
- 1998: Piccola Orchestra Avion Travel - Dormi e sogna
- 1999: Daniele Silvestri - Aria
- 2000: Samuele Bersani - Replay
- 2001: Elisa - Luce (Tramonti a nord est)
- 2002: Daniele Silvestri - Salirò
- 2003: Sergio Cammariere - Tutto quello che un uomo
- 2004: Mario Venuti - Crudele
- 2005: Nicola Arigliano - Colpevole
- 2006: Noa, Carlo Fava e Solis String Quartet - Un discorso in generale
- 2007: Simone Cristicchi - Ti regalerò una rosa
- 2008: Tricarico - Vita tranquilla
- 2009: Afterhours - Il paese è reale
- 2010: Malika Ayane - Ricomincio da qui
- 2011: Roberto Vecchioni - Chiamami ancora amore
- 2012: Samuele Bersani - Un pallone
- 2013: Elio e le Storie Tese - La canzone mononota
- 2014: Cristiano de André - Invisibili
- 2015: Malika Ayane - Adesso e qui (nostalgico presente)
- 2016: Patty Pravo - Cieli immensi
- 2017: Ermal Meta - Vietato morire
- 2018: Ron - Almeno pensami
- 2019: Daniele Silvestri - Argentovivo
- 2020: Diodato - Fai rumore
- 2021: Willie Peyote - Mai dire mai (la locura)
- 2022: Massimo Ranieri - Lettera di là dal mare
- 2023: Colapesce Dimartino - Splash
- 2024: Loredana Bertè - Pazza

## Guanyadors secció Joves (debutants)
- 1984: Eros Ramazzotti - Terra promessa
- 1985: Cinzia Corrado - Niente di più
- 1986: Lena Biolcati - Grande grande amore
- 1987: Michele Zarrillo - La notte dei pensieri
- 1988: Future - Canta con noi
- 1989: Mietta - Canzoni
- 1990: Marco Masini - Disperato
- 1991: Paolo Vallesi - Le persone inutili
- 1992: Aleandro Baldi e Francesca Alotta - Non amarmi
- 1993: Laura Pausini - La solitudine
- 1994: Andrea Bocelli - Il mare calmo della sera
- 1995: Neri per Caso - Le ragazze
- 1996: Syria - Non ci sto
- 1997: Paola e Chiara - Amici come prima
- 1998: Annalisa Minetti - Senza te o con te
- 1999: Alex Britti - Oggi sono io
- 2000: Jenny B - Semplice sai
- 2001: Gazosa - Stai con me (Forever)
- 2002: Anna Tatangelo - Doppiamente fragili
- 2003: Dolcenera - Siamo tutti là fuori
- 2004: sense assignar
- 2005: Laura Bono - Non credo ai miracoli
- 2006: Riccardo Maffoni - Sole negli occhi
- 2007: Fabrizio Moro - Pensa
- 2008: Sonohra - L'amore
- 2009: Arisa - Sinceritá
- 2010: Tony Maiello - Il Linguaggio Della Resa
- 2011: Raphael Gualazzi - Follia d'amore
- 2012: Alessandro Casillo - È vero (che ci sei)
- 2013: Antonio Maggio - Mi servirebbe sapere
- 2014: Rocco Hunt - Nu juorno buono
- 2015: Giovanni Caccamo - Ritornerò da te
- 2016: Francesco Gabbani - Amen
- 2017: Lele - Ora mai
- 2018: Ultimo - Il ballo delle incertezze
- 2020: Leo Gassmann - Vai bene così
- 2021: Gaudiano - Polvere da sparo

## Guanyadors del premi de la crítica "Mia Martini" secció Joves (debutants)
- 1984: Santandrea - La Fenice
- 1985: Mango - Il viaggio
- 1985: Cristiano De Andrè - Bella più di me ex aequo
- 1986: Paola Turci - Bella più di me
- 1987: Paola Turci - Primo tango
- 1988: Paola Turci - Sarò bellissima
- 1989: Mietta - Canzoni
- 1990: Marco Masini - Disperato
- 1991: Timoria - L'uomo che ride
- 1992: Aereoplanitaliani - Zitti zitti (Il silenzio è d'oro)
- 1993: Angela Baraldi - A pieid nudi
- 1994: Baraonna - I giardini d'Alhambra
- 1995: Gloria - Le voci di dentro
- 1996: Marina Rei - Al di là di questi anni
- 1997: Niccolò Fabi - Capelli
- 1998: Eramo & Passavanti - Senza confini
- 1999: Quintorigo - Rospo
- 2000: Lythium - Noël
- 2000: Jenny B - Semplice sai ex aequo
- 2001: Roberto Angelini - Il signor Domani
- 2001: Francesco Renga - Raccontami... ex aequo
- 2002: Archinuè - La marcia dei santi
- 2003: Patrizia Laquidara - Lividi e fiori
- 2004: sense assignar
- 2005: sense assignar
- 2006: sense assignar
- 2007: Fabrizio Moro - Pensa
- 2008: Frank Head - Para Parà rara
- 2009: Arisa - Sincerità
- 2010: Nina Zilli - "L'uomo che amava le donne"
- 2011: Raphael Gualazzi - Follia d'amore
- 2012: Erica Mou - Nella vasca da bagno del tempo
- 2013: Renzo Rubino - Il postino (amami uomo)
- 2014: Zibba - Senza di te
- 2015: Giovanni Caccamo - Ritornerò da te
- 2016: Francesco Gabbani - Amen
- 2017: Maldestro - Canzone per Federica
- 2018: Mirkoeilcane - Stiamo tutti bene
- 2020: Eugenio in Via Di Gioia: Tsunami
- 2021: Wrongonyou: Lezioni di volo

## Galeria d'imatges

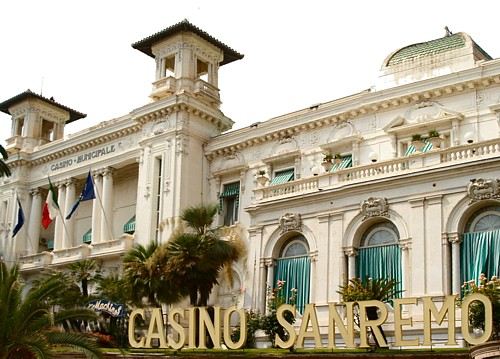
Casino de Sanremo Seu del Festival Entre 1951 i 1976.
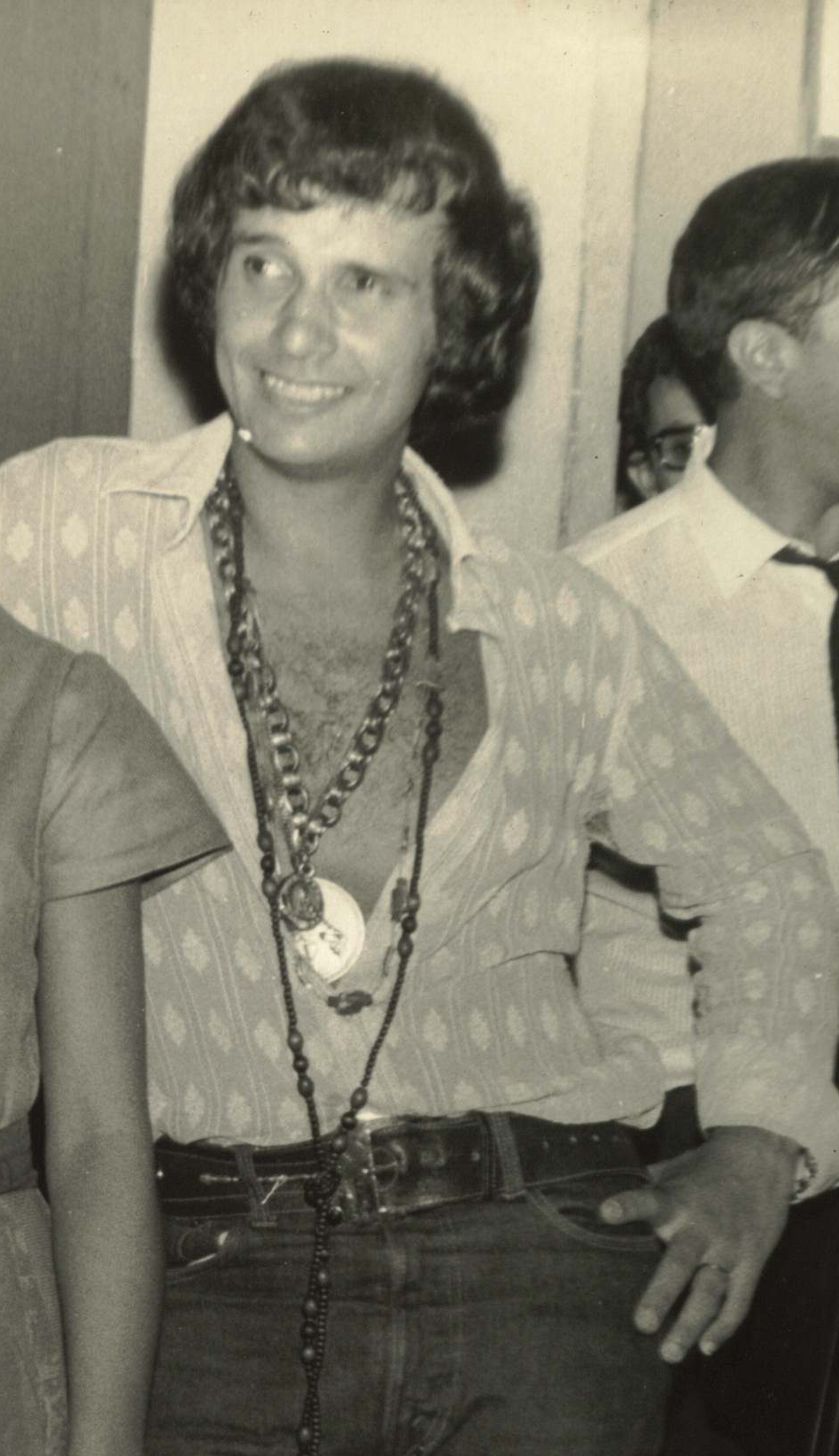
Roberto Carlos 1970
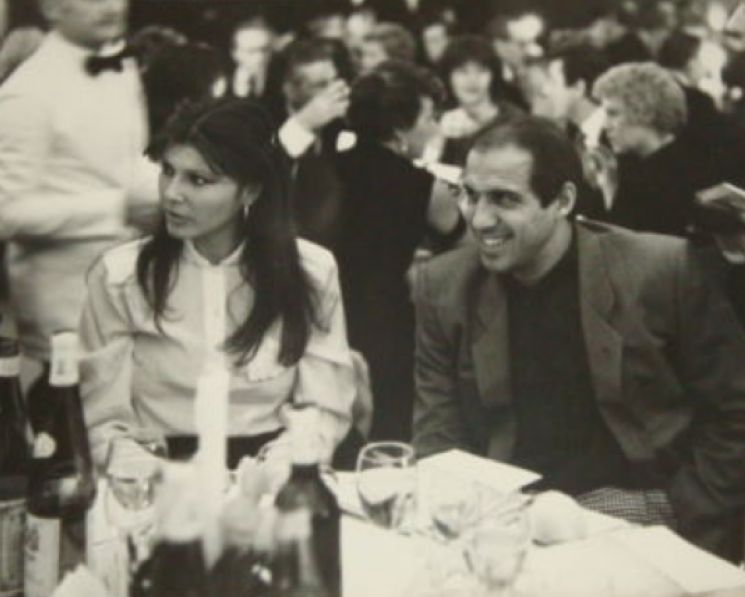
Adriano Celentano - Claudia Mori 1970
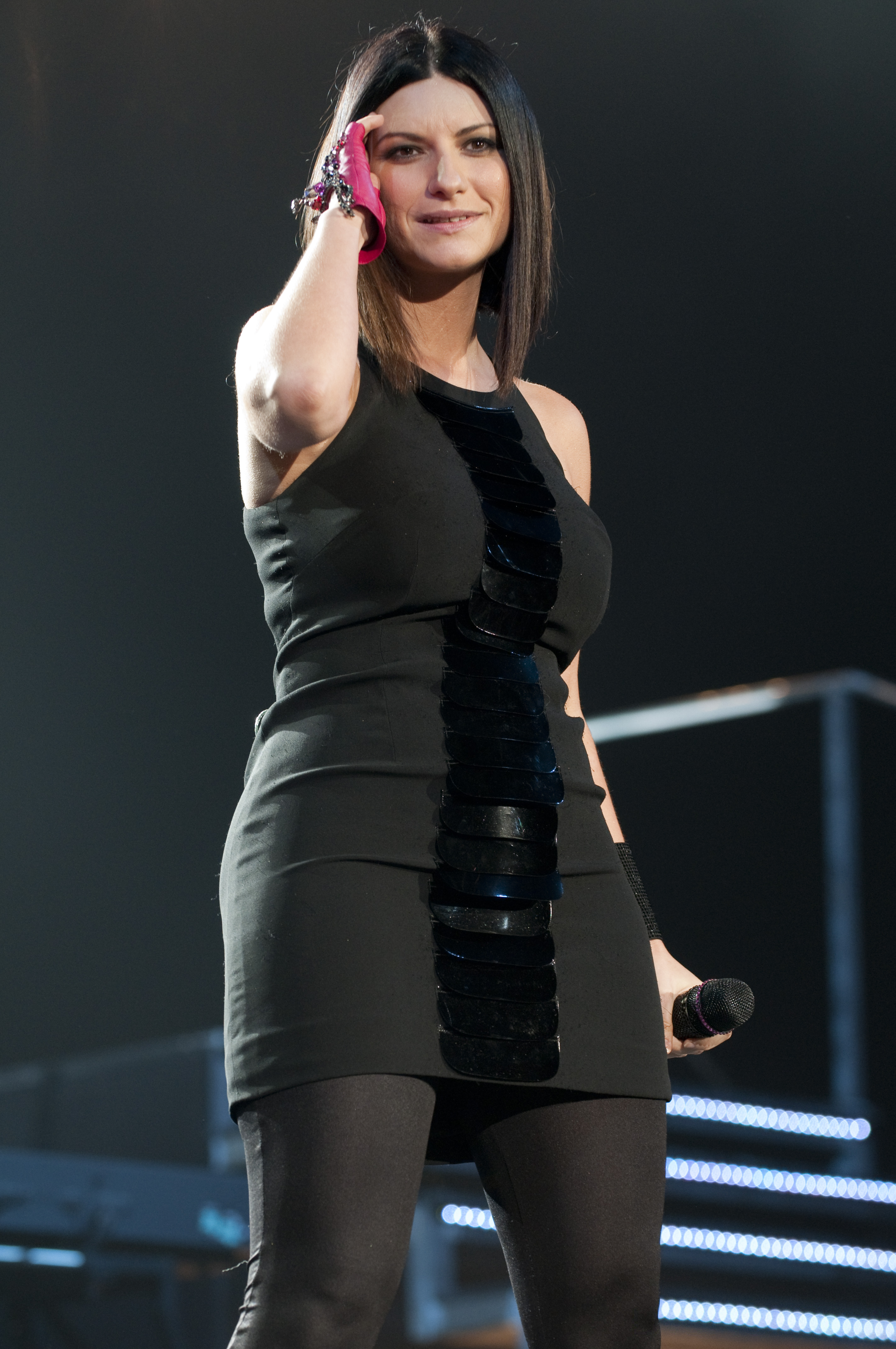
Laura Pausini 1993